# Trichopetalum cornutum
Trichopetalum cornutum är en mångfotingart som beskrevs av Cook och Collins 1895. Trichopetalum cornutum ingår i släktet Trichopetalum och familjen Trichopetalidae. Inga underarter finns listade i Catalogue of Life.